# Acutalis retrofasciata
Acutalis retrofasciata är en insektsart som beskrevs av Lethierry. Acutalis retrofasciata ingår i släktet Acutalis och familjen hornstritar. Inga underarter finns listade i Catalogue of Life.